# 우한시 중심의원
우한시 중심의원(중국어 간체자: 武汉市中心医院, 정체자: 武漢市中心醫院, 병음: Wǔhànshì Zhōngxīn Yīyuàn)은 중국 후베이성 우한시 장안구에 소재한 병원이다. 예전 이름 한커우 텐주탕 의원(중국어: 汉口天主堂医院, 병음: Hànkǒu Tiānzhǔtáng Yīyuàn)으로도 잘 알려져 있다. 우한 시립 보건위원회와 연계되어 있다.

## 저명한 인물
안과전문의인 리원량은 2019년 신종 코로나바이러스 사태에 처음으로 경고한 인물로 잘 알려져 있다. 그는 그곳에서 바이러스로 사망하였다.